# ID A
ID:A è un film del 2011 diretto da Christian E. Christiansen.

## Trama
Una giovane donna si sveglia in Francia con una borsa in cui sono riposti 2 milioni di euro, un'inquietante cicatrice sul suo addome e totalmente priva di memoria. Disorientata e senza altre vie d'uscita, cerca un temporaneo rifugio nella città più vicina presentandosi con il nome di Alina, mentre degli uomini misteriosi la stanno cercando. Conosce, nel frattempo, l'albergatore Pierre che cerca di aiutarla e, avendo scoperto, dalla lettura di alcune guide turistiche, di conoscere il danese, fugge e decide di andare in Danimarca per cercare di risalire alle radici della propria identità. Incontra Just Ore, un affermato cantante lirico internazionale, e scopre di essere sua moglie. Il cantante diviene il punto di origine per la sua indagine: gradualmente, con immagini che da ombre perdute nella memoria divengono sempre più nitide, iniziano ad emergere ricordi del suo passato. Si rende conto, con sgomento, che la sua vita era più intricata e compromessa da problemi e da incognite di quanto avrebbe potuto immaginare. Ma i pericoli maggiori devono ancora manifestarsi e metterla alla prova senza un attimo di respiro. Dopo una catarsi finale di sangue, riesce a uscirne viva e a tornare da Pierre con la borsa piena di denaro, frutto di una rapina, che i suoi inseguitori stavano cercando di recuperare.
In realtà non è chiaro, ma si intuisce che abbia restituito il denaro. Certamente ha mandato dei soldi a Rosy, ma al telegiornale si sente che la banca olandese ha recuperato quasi interamente il denaro rubato, per cui si desume che la maggior parte del bottino sia stata restituita...